# Ma non per me
Ma non per me (But Not for Me) è un film statunitense del 1959 diretto da Walter Lang.
La sceneggiatura di John Michael Hayes si basa sul lavoro teatrale Accent on Youth di Samson Raphaelson andato in scena a Broadway al Plymouth Theatre il 25 dicembre 1934. La commedia restò in scena per 229 recite.
La Paramount aveva già portato in precedenza sullo schermo il lavoro di Raphaelson con due film. Il primo, diretto da Wesley Ruggles, fu intitolato come la commedia originale Accent on Youth; il secondo, il musicale Assedio d'amore, venne diretto da Richard Haydn e interpretato da Bing Crosby e Nancy Olson.

## Produzione
Il film, che fu prodotto dalla Perlsea Company, venne girato da metà gennaio a fine febbraio 1959.

## Distribuzione
Il copyright venne richiesto dalla Paramount Pictures Corp. & Perlsea Co. e venne concesso il 30 settembre 1959 con il numero LP14518.
Distribuito dalla Paramount Pictures, il film uscì nelle sale cinematografiche USA nell'ottobre 1959. A New York, fu presentato in prima il 2 ottobre, mentre a Los Angeles il 6 ottobre 1959.